# Hauptstrasse 256
Die Hauptstrasse 256 ist eine überregionale Verbindungsstrasse in den Kantonen Bern und Luzern. Sie ist eine Hauptstrasse der Schweiz.

## Verlauf
Die Strasse beginnt nördlich von Roggwil an der Hauptstrasse 1 und durchquert als Bahnhofstrasse die Ortschaft Roggwil. Sie überquert die Bahnlinie Langenthal–St. Urban und danach die Rot, den Grenzfluss zwischen den Kantonen Bern und Luzern. Sie passiert das Kloster St. Urban auf der Westseite und führt danach aufwärts durch das Rottal. Sie quert die Ortschaften Altbüron und Grossdietwil, wo sie in das Tal des Fischbachs, eines Zuflusses der Rot, weiterführt. In Fischbach überquert sie die Wasserscheide zwischen dem Flussgebiet der Murg und jenem der Luthern. In diesem verläuft sie noch 1,5 km weiter nach Zell LU, wo sie in die Hauptstrasse 23 einmündet.
Auf einigen Abschnitten liegen Velowege neben der Hauptstrasse 256.